# Prvenstvo Anglije 1923
Prvenstvo Anglije 1923 v tenisu.

## Moški posamično
Bill Johnston :  Frank Hunter, 6-0, 6-3, 6-1

## Ženske posamično
Suzanne Lenglen :  Kitty McKane Godfree, 6-2, 6-2

## Moške dvojice
Leslie Godfree /  Randolph Lycett :  Count de Gomar /  Eduardo Flaquer, 6–3, 6–4, 3–6, 6–3

## Ženske dvojice
Suzanne Lenglen /  Elizabeth Ryan :  Joan Austin /  Evelyn Colyer, 6–3, 6–1

## Mešane dvojice
Elizabeth Ryan  /  Randolph Lycett :  Dorothy Shepherd Barron /  Lewis Deane, 6–4, 7–5